# Johann Friedrich Stiebritz
Johann Friedrich Stiebritz (* 7. August 1707 in Halle (Saale); † 12. Dezember 1772 ebenda) war ein deutscher Philosoph.

## Leben
Der Sohn des Handwerkers Gottfried Stiebritz wurde bis zu seinem siebenten Lebensjahr von Privatlehrern unterrichtet und besuchte dann bis zu seinem sechzehnten Lebensjahr die Schule des Waisenhauses in Halle. 1723 bezog er die Universität Halle, wo er die Vorlesungen von Joachim Justus Breithaupt, Johann Jakob Rambach, Paul Anton und Joachim Lange besuchte. Von Christian Benedikt Michaelis und Siegmund Jakob Baumgarten wurde er in den orientalischen Sprachen unterrichtet. Nachdem er unter Rambach 1729 die Streitschrift de accommodatione Sacrae ad Captum vulgi erroneum verteidigt hatte, wechselte er zu Ostern des gleichen Jahres an die Universität Jena. Seine Lehrer waren hier Georg Erhard Hamberger (1697–1755), Johann Jacob Syrbius (1674–1738) und Johann Jakob Lehmann (1683–1740). Gottlieb Stolle (1673–1744) machte ihn mit umfangreicher Literatur vertraut und seine Lehrer rieten ihm selbst Vorlesungen zu halten und die Magisterwürde anzunehmen.
Nachdem er unter dem Magister Löwe die Streitschrift de methodo studii ebraici verteidigt hatte, wurde ihm eine Stelle als Hofmeister angeboten. Er nahm die Stelle an und ging nach Halle, wo er seine damaligen Lehrer besuchte und andere Professoren in den morgenländischen Sprachen. 1730 wurde er Magister bei Johann Joachim Lange mit der Schrift de naturalibus Lutheri reformatoris dotibus. Nach wenigen Tagen, abermals unter dessen Vorsitz, absolvierte er die Disputation de charismatis et metris beati Doctri’s Martin Lutheri ad typum Pauli et Timothei ex 2 Timoth. 1. 7. 8. delineatis, et ex reformationis historia illustratis. Im September 1730 fing er an, die Philosophie und die morgenländischen Sprachen öffentlich zu unterrichten, jedoch fehlte es ihm an Zuhörern. So lag es ihm daran, in eine Stellung seiner Vaterstadt befördert zu werden.
Am 29. September 1731  folgte er seinem Gönner Rambach an die Universität Gießen. Hier hielt er öffentliche Vorlesungen und Predigten und fasste den Entschluss, eine akademische Laufbahn einzuschlagen. Dazu erwarb er mit einer Disputation über 1. Korinther 15, 28 die Hochschulvorleseerlaubnis als Magister legens. In Gießen hatte er auch die Bekanntschaft mit Johann Melchior Verdries (1679–1735), der ihn mit den Schriften von Christian Wolff vertraut machte und dessen Philosophie er in seine Vorlesungen übernahm. Um Ostern 1733 kehrte er in seine Vaterstadt zurück und hielt auch dort diese Vorlesungen. Jedoch hatte die Philosophie von Wolff gerade in Halle ihre Gegner, die sich auch Stiebritz’ beruflichem Werdegang entgegenstellten.
Trotzdem schaffte es Stiebritz, 1735 Adjunkt an der philosophischen Fakultät zu werden. Nachdem er sich 1737 an der Gründung der „Prüfenden Gesellschaft“ beteiligt hatte, wurde er am 11. Oktober 1738 außerordentlicher Professor der Philosophie. Am 20. Dezember 1738 wurde er ordentlicher Professor der Philosophie und erhielt, nachdem Gasser gestorben war, 1746 die Professur für Ökonomie und Kameralistik. 1754 wurde er Achtmann der Marktkirche Unser Lieben Frauen, zugleich Aufseher der Marienbibliothek und 1766 Pfänner in Halle. Stiebritz beteiligte sich auch an den organisatorischen Aufgaben der Hallenser Universität und war 1757/58, sowie 1766/67 Prorektor der Alma Mater.

## Familie
Am 14. Juni 1735 heiratete er Dorothea Christina († 10. November 1741 in Halle), die älteste Tochter des Pfarrers von Schloßvippach Balthasar Bärwolf. Aus dieser Ehe ist der spätere preußische Leutnant Johann Friedrich (* 11. Juli 1736 in Halle) bekannt. Seine zweite Ehe ging er am 1. Oktober 1742 mit Johanna Elisabeth (* 5. August 1699 in Halle; † 14. Januar 1771 in Halle), der Tochter des königlich preußischen Konsistorialrats und ersten Pfarrers von Halle Johann Georg Franck ein. Seine dritte Ehe schloss er am 27. Oktober 1771 mit Johanna Dorothea (geb. Kaiser, † 22. Juli 1772), der Witwe des Professors Johann Joachim Lange.

## Werke (Auswahl)
- Epistola de deo medico ad virum. Kittler, Halle 1736.
- Nova loci difficillimi I Cor. XV. 28 explicatio pro facultate aperiendi collegia. Gießen 1731
- Sylloge II. Thesium philosophicarum. Gießen 1731
- Dissertatio qua illustri de Propheta miraculose a Leone necato, historiae descriptae lux philologica accenditur. I Reg XIII. Respond. Joh. Frid. Boehme. Halle 1733
- Epistola de Deo medico, omnia greaturae Col. I, 15. Halle 1733, 1736
- Dissertatio de Platomso in Cerinthianismo rediuiuo a Paulo in epistola ad Colossos profligato. ad Coloss. II, 9. Halle 1736
- Dissertatio de Metaphysica negotiose otiosa. Halle 1736
- Anhang zu der erleichterten Hebräischen Grammatik des seel. Hrn. D. Michaelis, Halle 1738
- Programma cum Munna professoris extraordinarii ipsi demandetum esset de Philosophia eclectiica. Halle 1738
- Programma de philosophia eclectica. Halle 1738
- Von den Wunderwerken. In: Schriften der prüfenden Gesellschaft. 1. Band, 1738 und 1740
- Epistola gratulatoria ad Fridericum Christianum Struuium, cum summis in medicina honoribus condecoratus esset: An pifcina Bethesdae Joh. V, 2 xalidis aquis adnummerari queat? contra Thomam Bartholinum, Medicum hafniensem. Halle 1739, 1740
- Dissertatio pro loco in facultate, philosophica obtinendo, qua quid ratio de resurrectione corporum agnofcat eruitur. Halle 1740, 1744
- Ob ein hohes Alter, welches mit einem merklichen Abgange des Gedächtnisses verknüpft ist, den Zustand der Seele unvollkommener mache? Ein Glückwünschungsschreiben. Halle 1740
- Erläuterungen einiger Wahrheiten aus der Buchdruckerkunst. In: Oeffentliche Jubelzeugnisse der Universität Halle über die Erfindung der Buchdruckerkunst. Nr. 51, Halle 1740
- Gedanken eines Christlichen Philosophen über den Tod seines Anverwandten. Halle 1741
- Erläuterung Der Vernünftigen Gedancken Von den Kräfften Des Menschlichen Verstandes Des Hochberühmten Welt-Weisen Herrn Geheimden Rath Wolffs. Fritsch, Halle 1741
- Erläuterung der Wolffischen Vernünfftigen Gedancken von Gott, der Welt und der Seele des Menschen, auch allen Dingen überhaupt. Fritsch, Halle 1742
- Gründlicher, mehrentheils neuer, Schrift-Erklärungen. 2 Teile, Fritsch, Halle 1742.
- Philosophiae Wolfianae contractae tomus. Renger, Halle 1744–1745
- Erläuterung der Wolffischen Vernünftigen Gedancken von den Kräften des Menschlichen Verstandes. Bierwirth, Halle 1747